# Viktoria Pinther
Viktoria Pinther (Vienna, 10 ottobre 1998) è una calciatrice austriaca, attaccante del Parma e della nazionale austriaca.

## Carriera

### Club
Cresciuta calcisticamente tra Svizzera e Germania, nell'estate 2025 si trasferisce in Francia al Digione.

### Nazionale
Nel 2017 viene convocata dal CT Dominik Thalhammer per l'Europeo nei Paesi Bassi, prima partecipazione delle austriache al torneo continentale.
Pinther è tra le rigoriste scelte nella semifinale con la Danimarca terminata a reti inviolate ai tempi regolamentari, la seconda a tirare dagli 11 metri senza successo, incontro che si conclude con il terzo rigore parato dal portiere danese eliminando così l'Austria la quale conquista comunque la sua migliore prestazione in un torneo UEFA fino a quell'edizione.

## Palmarès

### Club
- Campionato austriaco: 3

St. Pölten-Spratzern: 2015-2016
St. Pölten: 2016-2017, 2017-2018
- Coppa d'Austria: 3

St. Pölten-Spratzern: 2015-2016
St. Pölten: 2016-2017, 2017-2018